# Seznam obcí v Korutanech
Toto je seznam obcí v rakouské spolkové zemi Korutany.

| - Afritz am See - Albeck - Althofen - Arnoldstein - Arriach | - Bad Bleiberg - Bad Kleinkirchheim - Bad St. Leonhard im Lavanttal - Baldramsdorf - Berg im Drautal - Bleiburg - Brückl | - Dellach - Dellach im Drautal - Deutsch-Griffen - Diex |
| - Ebenthal in Kärnten - Eberndorf - Eberstein - Eisenkappel-Vellach | - Feistritz an der Gail - Feistritz im Rosental - Feistritz ob Bleiburg - Feld am See - Feldkirchen in Kärnten - Ferlach - Ferndorf - Finkenstein am Faaker See - Flattach - Frantschach-St. Gertraud - Frauenstein - Fresach - Friesach | - Gallizien - Gitschtal - Glanegg - Globasnitz - Glödnitz - Gmünd in Kärnten - Gnesau - Grafenstein - Greifenburg - Griffen - Großkirchheim - Gurk - Guttaring                                        |
| - Heiligenblut - Hermagor-Pressegger See - Himmelberg - Hohenthurn - Hüttenberg | - Irschen | - Kappel am Krappfeld - Keutschach am See - Kirchbach - Klagenfurt am Wörthersee - Kleblach-Lind - Klein St. Paul - Kötschach-Mauthen - Köttmannsdorf - Krems in Kärnten - Krumpendorf am Wörther See |
| - Lavamünd - Lendorf - Lesachtal - Liebenfels - Ludmannsdorf - Lurnfeld | - Magdalensberg - Mallnitz - Malta - Maria Rain - Maria Saal - Maria Wörth - Metnitz - Micheldorf - Millstatt - Mölbling - Moosburg - Mörtschach - Mühldorf                                                                              | - Neuhaus - Nötsch im Gailtal |
| - Oberdrauburg - Obervellach - Ossiach | - Paternion - Poggersdorf - Pörtschach am Wörther See - Preitenegg | - Radenthein - Reichenau - Reichenfels - Reißeck - Rennweg am Katschberg - Rosegg - Ruden |
| - Sachsenburg - Schiefling am See - Seeboden - Sittersdorf - Spittal an der Drau - Sankt Andrä - Sankt Georgen am Längsee - Sankt Georgen im Lavanttal - Sankt Jakob im Rosental - Sankt Kanzian am Klopeiner See - Sankt Margareten im Rosental - Sankt Paul im Lavanttal - Sankt Stefan im Gailtal - Sankt Urban - St. Veit an der Glan - Stall - Steindorf am Ossiacher See - Steinfeld - Steuerberg - Stockenboi - Straßburg | - Techelsberg am Wörther See - Trebesing - Treffen am Ossiacher See | - Velden am Wörther See - Villach - Völkermarkt |
| - Weißensee - Weißenstein - Weitensfeld im Gurktal - Wernberg - Winklern - Wolfsberg | - Zell | |